# Hayley Preen
Hayley Preen, née le 28 mai 1998 au Cap, est une coureuse cycliste sud-africaine. Elle pratique aussi l'équitation et le triathlon.

## Carrière

### Carrière en cyclisme
Aux Championnats d'Afrique de cyclisme sur route 2021 au Caire, elle remporte deux médailles d'or, en contre-la-montre par équipes et en contre-la-montre par équipes mixtes, ainsi qu'une médaille d'argent en course en ligne.

### Carrière en triathlon
En catégorie junior, elle termine 5e des Championnats du monde de triathlon cross 2017 à Penticton. Aux Championnats du monde de triathlon cross 2019 à Pontevedra, elle termine 5e des moins de 23 ans et 15e en élite.

## Palmarès en cyclisme sur route
- 2021
  -  Championne d'Afrique du Sud sur route
  -  Championne d'Afrique du contre-la-montre par équipes (avec Carla Oberholzer, Frances Janse van Rensburg et Maroesjka Matthee)
  -  Champion d'Afrique du contre-la-montre par équipes mixtes (avec Kent Main, Gustav Basson, Ryan Gibbons, Frances Janse van Rensburg et Carla Oberholzer)
  -  Médaillée d'argent du championnat d'Afrique sur route
- 2023
  - 2e du championnat d'Afrique du Sud du contre-la-montre
- 2024
  -  Médaillée d'or de la course en ligne aux Jeux africains
  -  Médaillée d'or du critérium aux Jeux africains
  -  Championne d'Afrique du Sud du contre-la-montre
  -  Médaillée d'argent du contre-la-montre par équipes aux Jeux africains
  - 2e du championnat d'Afrique du Sud sur route
- 2025
  - 2e du championnat d'Afrique du Sud sur route
  - 2e du championnat d'Afrique du Sud du contre-la-montre

### Classements mondiaux
| Année                                 | 2019 | 2020 | 2021 | 2022 | 2023 | 2024 |
| ------------------------------------- | ---- | ---- | ---- | ---- | ---- | ---- |
| Classement UCI                        | 922e | 378e | 73e  | 344e | 351e | 112e |
| UCI World Tour                        | nc   | nc   | nc   | nc   | 323e | nc   |
|                                       |      |      |      |      |      |      |
| Légende : nc = non classéSource : UCI |      |      |      |      |      |      |

## Palmarès en VTT

### Championnats d'Afrique
- 2025
  -  Médaillée d'argent du cross-country marathon

### Championnats d'Afrique du Sud
- 2021
  - 2e du cross-country marathon
- 2023
  - 2e du cross-country marathon